# Museo Arqueológico de Burriana
El museo Arqueológico de Burriana se ubica en el antiguo convento de la Mercé, en donde además del museo Arqueológico también está la Biblioteca municipal, dos salas de exposiciones, una sala para audiovisuales y conferencias, además de un pequeño salón de actos o anfiteatro.

## El edificio

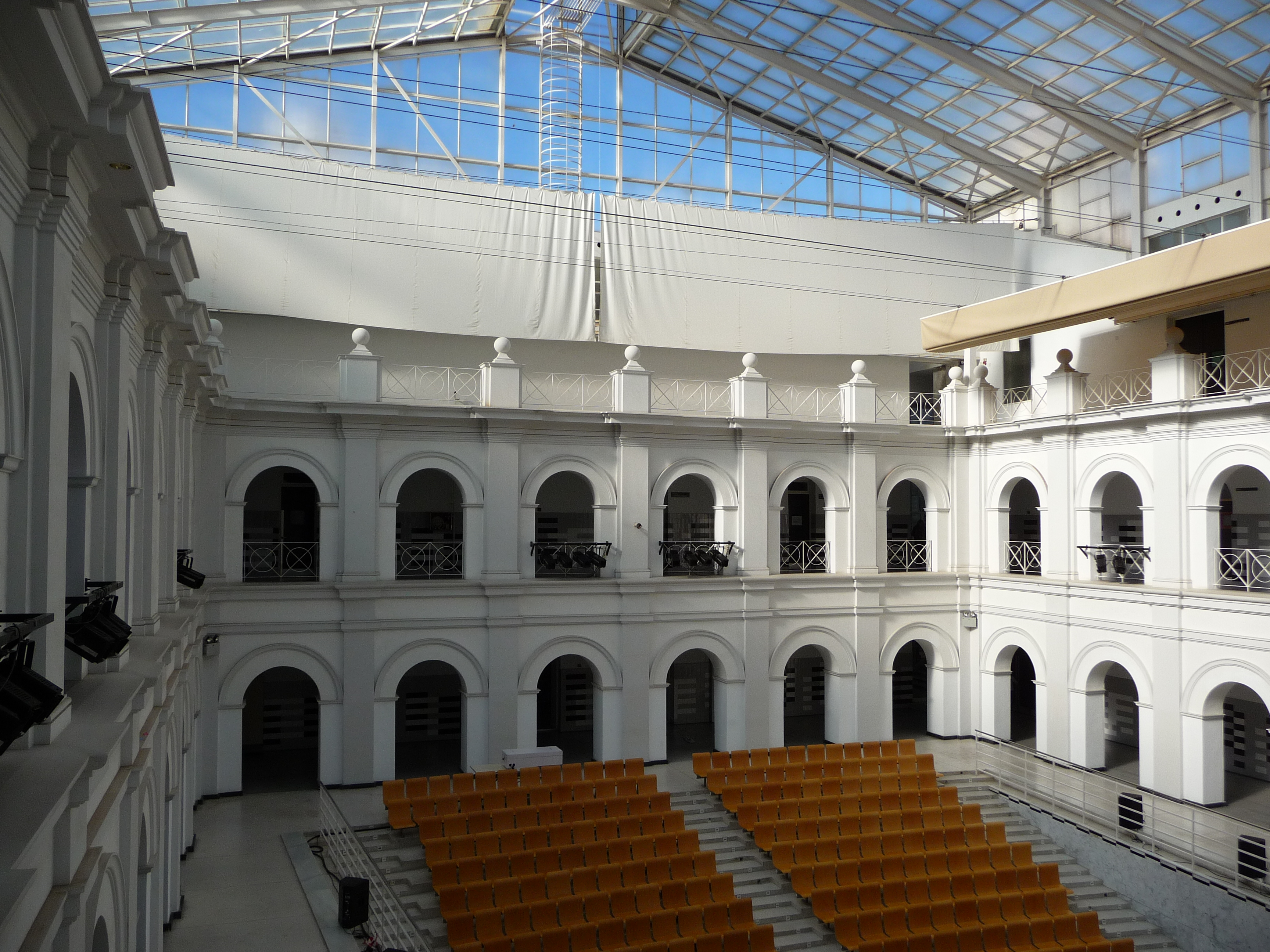
Patio interior del edificio, con una pequeña sala de conferencia

El Convento, fundado en el año 1594 a petición de los jurados de Burriana, tuvo que ser reconstruido en varias ocasiones a causa de la humedad del terreno y de la mala calidad de los materiales de construcción. En el año 1780 el recién nombrado maestre Domingo Fabregat contrata al arquitecto Francisco Ferrer Guillén para acabar obras en la iglesia y remodelar parte del convento, con su posterior inauguración en el año 1808. El convento se desamortizará a principios del siglo XIX y desde este momento tuvo varias funciones, funcionó como escuela, casa del maestro, prisión después de la Guerra Civil, Ayuntamiento, Juzgados, Sede del Frente de Juventudes y de la Sección Femenina, almacén municipal y biblioteca pública. En 1963 el edificio va a ser declarado en ruinas, aunque sigue prestando servicios como la sede de la radio de Burriana o espacio de la banda Municipal de Música de Burriana, entre otras cosas.
Fue declarado monumento histórico artístico provincial en 1982 y después de la rehabilitación hecha por el arquitecto José Luis Ros, en la actualidad el convento se convierte en el Centro Cultural La Mercé, y con ello también en actual sede del museo Arqueológico de Burriana desde el año 1991.
A lo largo de la historia de Burriana existieron varias personalidades que se dedicaron al estudio de sus orígenes, algunos nacidos en la propia Burriana, como Rafael Marti de Viciana o Vicente Forner, pero prácticamente ninguno tuvo interés en recoger gran cantidad de piezas históricas o arqueológicas, en lo que se podría haber entendido como el antecedente de un Museo Arqueológico. 

## Historia del museo
Lo que se puede considerar el primer museo arqueológico de Burriana fue de carácter privado y acceso muy restringido, se trataba de la colección de Joaquín Peris y Fuentes (alcalde de la ciudad y abogado burrianense nacido en 1854 y fallecido en 1939), el cual poseía gran cantidad de piezas arqueológicas y documentales, aunque por desgracia muy pocas llegaron al actual Museo Arqueológico de Burriana, por haberse perdido la gran mayoría de ellas.
Paralelamente se creó un segundo museo, éste de carácter público, de tipo histórico y arqueológico, en el año 1926, fundado por Francisco Roca y Alcayde (maestro de escuela, nacido en 1881 y fallecido en 1973 y gran aficionado a la historia y a la investigación autodidacta). Este museo fue conocido como el museo de las escuelas graduadas, aunque por desgracia tampoco la mayoría de sus piezas han llegado al actual Museo Arqueológico.
Después de la guerra civil, se reinicia la labor de recolección de piezas por medio de excavaciones arqueológicas y donaciones a cargo de Tomás Utrilla (religioso salesiano, nacido en 1921 y fallecido en el 2000) que fue el impulsor de la creación de un nuevo museo arqueológico, en este caso parte de los restos que recuperó sí forman parte del actual museo arqueológico. Además Tomás Utrilla es el primer investigador que publica resultados de intervenciones con carácter arqueológico en el término municipal de Burriana de yacimientos como El Palau, Torre D’Onda, Vinarragell o en el casco urbano de la ciudad.
Su ayudante, Norberto Mesado (arqueólogo, nacido en 1938) sigue los pasos de Tomás Utrilla y prosigue en solitario los trabajos en distintos yacimientos del término. Gracias a su labor consigue en 1967 el reconocimiento municipal y la consecuente creación de este museo arqueológico que es puesto bajo su tutela, ubicado en este momento en la planta alta del antiguo edificio en el que estaba el Ayuntamiento. Su labor enriquece sobremanera los fondos de la entidad por medio de excavaciones, adquisiciones y donaciones. A final de los años 1970 obtiene la titulación académica de arqueólogo lo que impulsa su labor investigadora. 
Desde noviembre de 2005, es director del museo José Manuel Melchor Montserrat, quien ejerce a la vez de arqueólogo municipal. El inicio de la nueva etapa en la institución incluye la reforma efectuada entre 2009 y 2011.

## Salas
El Museo Arqueológico de Burriana, se divide en cuatro salas, cada una centrada en un determinado aspecto de la arqueología o momento histórico.

### Sala I
Las primeras vitrinas del museo se centran en el proceso arqueológico que se realiza en los yacimientos. Y en el posterior proceso de restauración al que son sometidas las piezas encontradas en las excavaciones tanto en el lugar in situ en que fueron encontradas como en las salas de restauración del museo, donde se dispone de todos los productos necesarios para su conservación.
Adentrándonos en la sala, se centra en lo que se ha denominado arqueología de la muerte, con objetos de cronología desde época prehistórica hasta época medieval. Podemos observar restos óseos de nuestros antepasados, las enfermedades que sufrían, sus tumbas y los rituales funerarios que realizaban, como podemos ver gracias al ajuar funerario encontrado en la necrópolis ibérica de Orleyl, en el Vall de Uxó, provincia de Castellón. 
La pieza a destacar en esta primera sala sería la lápida del año 1814 hallada en la iglesia del Salvador de Burriana. Pertenecería a un niño de tan sólo dos meses de edad, con apellido común de la zona de Burriana. La hipótesis de que puede tratarse de un enterramiento importante a raíz de los materiales de alto coste con que la lápida está elaborada. Se ha encontrado en un emplazamiento que no sería el emplazamiento original. Otra pieza interesante sería una inscripción de época romana procedente de Les Alqueries, provincia de Castellón.

### Sala II
Desde la fundación de la ciudad de Burriana y prácticamente desde el siglo IX hasta el siglo XII ciudadanos de diferentes religiones, musulmanes, cristianos y judíos han convivido en la ciudad en determinadas zonas de la ciudad. Y por esta convivencia encontramos abundantes hallazgos como cerámicas, vidrio, metales, materiales constructivos... Algunos procedentes del yacimiento arqueológico del Palau.
La pieza destacada en esta segunda sala sería un plato medieval de Paterna con decoración de un guerrero (Plat Nova Casa Abadía). Fue hallado cerca de la Iglesia del Salvador. Estos platos tienen imágenes que representan personas o animales que, cuanto más elaboradas, más costosas eran. Burriana era un importante centro comercial medieval y zona de paso entre Tarragona y Valencia, y por tanto se encuentran este tipo de platos con facilidad.

### Sala III
En esta sala se pueden ver una serie de vitrinas con piezas arqueológicas que muestran una evolución cronológica desde la época prehistórica hasta época ibérica. Además podemos observar elementos de prestigio ibéricos, vitrinas relacionadas con el comercio en la antigüedad y hallazgos de los dos yacimientos más importantes de la provincia: Vinarragell i Torre d’Onda.
En esta sala se destaca sobre las demás el llamado Ídolo de Artana, ídolo neolítico que se encontró cerca de una cueva en esta localidad y pertenece al III milenio a. C. Esta pieza formaba parte de la colección de antigüedades que tenía Joan Tomàs i Martí en la propia Artana. Está tallada sobre piedra tosca calcárea y representa una figura antropomorfa esquemática típica de la época, posiblemente de una divinidad asociada a la fertilidad no sólo humana, sino también al campo o a los animales. Otra pieza destacada en esta sala es el vaso germinado procedente también de Artana, concretamente de la Cova de la Masadeta.

### Sala IV
Esta sala está dedicada a la Burriana romana, la que conocemos sobre todo por los trabajos procedentes de los yacimientos del Palau y de Sant Gregori, que estaban relacionados con un importante comercio costero.
En esta sala destacan abundantes elementos de vidrio, cerámica, metal y restos constructivos, además de las representaciones de tres divinidades: Hermes en bronce, Marte en un camafeo y Livia divinizada, esposa del emperador Augusto, en mármol.
La pieza destacada en esta última vitrina sería una figurilla de Hermes elaborada en bronce. Hermes es considerado el mensajero de los dioses y dios del comercio, también se interpreta como el dios de la oratoria y la gimnasia, y el conductor de las almas al inframundo. Fue hallado en el pueblo de Xilxes en el yacimiento del Alter, en la provincia de Castellón. Otra de las piezas destacadas representa también a un dios romano, a Marte, el dios de la guerra, en un pequeño camafeo hallado en la Muntanyeta de Santa Bárbara en La Vilavella. Además también destaca una escultura en mármol de Livia, la esposa del emperador Augusto, divinizada, que se encontró en Talavera de la Reina.
Además de las salas visitables del Museo, éste también cuenta con una biblioteca especializada, una sala donde los investigadores desarrollan sus tareas y un taller de restauración donde se tratan tanto los materiales extraídos de las excavaciones llevadas a cabo por la entidad, como se restauran los fondos del museo. Hay que hacer mención también al jardín arqueológico, espacio abierto que pertenecía al antiguo convento que podemos visitar a la salida del museo, en donde actualmente se exponen restos pétreos tales como lápidas, molinos de piedra etc.
Hay que tener en cuenta además que el Servicio Municipal de Arqueología desarrolla excavaciones propias que sirven para conocer y proteger el patrimonio arqueológico burrianense, tanto municipal como provincial, entre las que destacan las excavaciones con sus respectivas campañas en los yacimientos de época romana del Palau y de Sant Gregori.